# Джеймі Ланністер
Джеймі Ланністер (англ. Jaime Lannister) — персонаж серії фентезі-романів «Пісня Льоду та полум'я» американського письменника Джорджа Мартіна. Є одним з центральних персонажів (ПЛП) серії, від особи якого ведеться частина розділів романів. З'являється в книгах «Гра престолів» (1996), «Битва королів» (1998), а в книгах «Буря мечів» (2000), «Бенкет стерв'ятників» (2005), «Танець з драконами» (2011) та «Вітри зими» є центральним персонажем.
У телесеріалі «Гра престолів» роль Джеймі Ланністера грає данський актор Ніколай Костер-Вальдау.

## Роль в сюжеті

### Гра Престолів
Разом з сестрою, королем і його свитою вирушив у Вінтерфелл.
Під час королівського полювання у Вовчому лісі залишився в замку, де усамітнився в одній з веж з сестрою. Їх помітив лазячий по стінах Бран Старк. Джеймі викинув хлопчика з вікна, щоб той не зміг розповісти про їх з Серсеєю любовний зв'язок.
Коли Кейтілін Старк захопила в Річкових Землях його брата Тиріона, Джеймі зібрав гвардійців Ланністерів і напав на лорда Еддарда на вулицях Королівської Гавані.
З початком Війни П'яти Королів бере безпосередню участь у бойових діях, очоливши одну з армій, виставлених Ланністерами в цій війні. Джеймі Ланністер увінчав себе славою, розгромивши лордів Венса і Пайпера у Золотого Зуба і зустрівся з основними силами Таллі біля стін Ріверрана. Лорди Тризуба були змушені відступити. Сер Едмур Таллі взятий в полон з багатьма своїми лицарями і прапороносцями. Армія Ланністерів під командуванням Джеймі обложила Ріверран.
Пізніше зазнав поразки в Бою в Шепочому лісі від Робба Старка.
Джеймі був призначений лордом-командувачем Королівської гвардії замість Баррістана Селмі.

### Битва Королів
Тиріон Ланністер спробував звільнити брата, відправивши в Ріверран гвардійців Ланністерів з кістками Еддарда Старка. До складу гвардії він включив своїх людей, яким віддав наказ звільнити Джеймі. Однак план зазнав невдачі: Джеймі схопили знову. Віларр, який командував гвардійцями  запевняв, що йому нічого не було відомо про втечу. Сера Джеймі за спробу втекти помістили до в'язниці.
Перебував в ув'язненні в Ріверрані, доки леді Кетлін Старк не звільнила його під чесне слово повернути їй її дочок, які утримувались (як вона вважала) в Королівській Гавані королевою Серсеєю.

### Буря Мечів
Джеймі в Королівську Гавань супроводжувала Брієнна Тарт, яка потім повинна була доставити Сансу і Арію до матері. Однак в дорозі Джеймі і Брієнна були полонені людьми Варго Хоута, а один з них, Товстий Золлі, відрубав Джеймі праву руку до кисті, перетворивши його на каліку. Потім Джеймі був доставлений в Харренхолл. Там Русе Болтон, який після Битви на Чорноводній перестав вірити в перемогу Короля Півночі, відпустив Джеймі і наказав Уолтону Залізні Ікри доставити його в Королівську Гавань до лорда Тайвіна. Брієнна Тарт при цьому залишилася у Варго Хоута, але Джеймі вирішив врятувати її від смерті і повернувся за Брієнною в Харренхолл. Через якийсь час Джеймі вдалося повернутися до батька й сестри в Королівську Гавань.
Після повернення, Тайвін Ланністер запропонував йому залишити пост Лорда-командувача Королівської Гвардії, але Джеймі категорично відмовився. Цей протест обійшовся йому дорого: Тайвін в гніві заявив, що Джеймі йому більше не син. Не склалися у Джеймі і відносини з сестрою: Серсея сильно змінилася, отримавши владу. Виконуючи обов'язки Лорда-командувача, старший з синів Тайвіна Ланністера, вчився долати своє каліцтво, посилено тренуючись.
Джеймі регулярно приходив на засідання суду над своїм братом Тиріоном. У підсумку, коли Тиріон програв суд поєдинком, Джеймі вирішив звільнити брата. Вночі він, погрозивши Вейрису кинджалом, змусив майстра над шепочучими звільнити Тиріона з темниці. У підземеллях Джеймі розповів Тиріону, що Тиша насправді не була підставною повією, а всю історію про найняту повію придумав лорд Тайвін і змусив Джеймі її розповісти. Це викликало конфлікт між братами і Тиріон збрехав, що це він убив Джофрі.

### Бенкет Стерв'ятників
Джеймі виїхав з Королівської Гавані, де став відчувати себе далеким і чужим, на облогу Ріверрана. Прибувши до стін Ріверрана, він виявив, що облога триває безуспішно. Викликавши на переговори Бріндена Таллі і провівши їх, передав наказ Едмура Таллі про здачу замку. Увійшовши у відкритий Чорної Рибою Ріверран, завершив довгу облогу, але так і не виявив Бріндена, який під покровом ночі втік із замку, пропливши під піднятими ґратами Водних Воріт фортеці. Прийняв у себе Сибеллу Вестерлінг і підтвердив обіцянку свого батька про вигідні шлюби для її дочок, Джейн і Елейни.

### Танок з драконами
Прибуває в Древорон, щоб домовитися з Тітосом Блеквудом про здачу. Після успішних переговорів вирішує повернутися в замок Ріверран іншою дорогою. Під час ночівлі загону в селі Копійчане Дерево розвідники взяли в полон жінку. Цією жінкою виявилася Брієнна Тарт. Вона каже, що знайшла дочку Неда Старка і та знаходиться в одному дні їзди від табору, але Джеймі повинен поїхати один.

### Вітри зими
Джеймі Ланністер виїхав з Брієнною Тарт і пропав безвісти, мабуть, потрапивши в руки Братства без Прапорів і повсталої з мертвих Кетлін Старк, яка твердо має намір помститися йому.
У грудні 2016 року Джордж Мартін повідомив про те, що планує зробити Джеймі Ланністера головним героєм принаймні однієї глави цієї книги, оскільки він залишився в живих на момент закінчення книги «Танець з драконами».

## Чорновий образ
На самому початку роботи над циклом Джордж Мартін планував після смерті Джофрі посадити на Залізний трон саме Джеймі; передбачалося, що він «вб'є всіх претендентів і звинуватить у вбивствах Тиріона».

## В екранізації
У телесеріалі «Гра престолів» роль Джеймі Ланністера грає данський актор Ніколай Костер-Вальдау.
Сюжетна лінія Джеймі в п'ятому сезоні повністю відходить від книг і в основних моментах повторює сюжетні лінії Аріса Окхарта і Бейлона Сванна.
«Deadline» підтвердив, що 21 червня 2016 року Ніколай Костер-Вальдау, а також Пітер Дінклейдж, Ліна Хіді, Емілія Кларк і Кіт Харінгтон, вели переговори про останні два сезона. Також повідомлялося, що акторам підвищили зарплату до $500 000 за епізод для сьомого і восьмого сезонів. 18 листопада 2016 року їх зарплата була підвищена до $1 100 000 за епізод для сьомого і восьмого сезонів. 25 квітня 2017 року їх зарплата була підвищена до £2 000 000, тобто до $2 600 000 за епізод для сьомого і восьмого сезонів.

#### Перший сезон
У першому сезоні при нападі на Еддарда Старка на вулицях Королівської Гавані Джеймі особисто вбиває Джорі Касселя і б'ється на мечах з самим Еддардом.

#### Другий сезон
У другому сезоні сюжетна лінія Джеймі Ланністера в серіалі близька до книжкової.

#### Третій сезон
У третьому сезоні телесеріалу Джеймі прибуває в Королівську Гавань значно раніше: до Пурпурового Весілля.

#### Четвертий сезон
У четвертому сезоні Джеймі Ланністер виявляється учасником багатьох подій, і навіть намагається домовитися з батьком про максимально милосердний вирок для Тиріона. Так, він погоджується скласти з себе обітниці Королівської гвардії і стати спадкоємцем Скелі Кастерлі, якщо Тиріону дозволять надіти чорне. Однак на суді Тиріон вимагає випробування поєдинком і програє. Джеймі допомагає братові бігти, але на відміну від книги, вони не сваряться і Тиріон залишається в невіданні з приводу його дружини, Тиші. Якщо в книгах Джеймі вибирає Іліна Пейна в якості тренера бою на мечах через його німоту, то в серіалі цю роль грає Бронн — за порадою Тиріона.

#### П'ятий сезон
На початку сезону Серсея прямо питає Джеймі, чи не він відпустив Тиріона; Джеймі бреше, але Серсея йому не вірить. Пізніше Серсея отримує з Дорна прикраси Мірцелли в гадючій пащі. Джеймі їде в Дорн рятувати дочку. В компаньйони він бере Бронна. Незважаючи на щедру нагороду за мовчання, капітан корабля, на якому Джеймі і Бронн прибувають у Дорн, намагається продати їх Піщаним змійкам. В результаті Елларія і дочки Оберіна дізнаються про його прибуття і поспішають захопити Мірцеллу, щоб спровокувати війну Дорна з Залізним троном. Джеймі і Бронну вдається проникнути у Водні Сади і знайти Мірцеллу, яка гуляє разом з Трістаном в той самий момент, коли за принцесою приходять Піщані змійки. Бій зупиняє Арео Хотах. Змійок і Бронна кидають у темницю, а Джеймі веде з Дораном переговори. Їм вдається укласти мир на наступних умовах: заручини Трістана та Мірцелли залишається в силі; Мірцелла повертається в Королівську Гавань, Тристан стає членом Малої ради замість загиблого дядька. Доран вимагає від Елларії і змійок примиритися з Ланністерами, але вони нещирі у цьому. Вже на кораблі Джеймі розкриває Мірцеллі секрет її походження, боячись її засудження. Мірцелла відповідає, що і сама здогадувалась про це; у цей момент отрута, яким Елларія отруїла принцесу при прощанні, діє і вона гине на руках батька.

#### Шостий сезон
На самому початку 6 сезону Джеймі повертається в Королівську Гавань з тілом померлої Мірцелли Баратеон і втішає Серсею. На похороні Мірцелли порадив Томмену помиритися з матір'ю, а також вступив в конфлікт з Верховним Горобцем. З'явився на засідання Малої Ради, на якому розповів про прихід до влади в Дорні Елларії Сенд, а до цього прийшов в подив від видозміненого Григора Клігана. На засіданні Малої Ради разом з Серсеєю переконав Ківана Ланністера і Оленну Тірелл виступити з армією проти Верховного Горобця. В 6 серії 6 сезону Бран Старк побачив вбивство короля Еєріса II Таргарієна молодим Джеймі Ланістером. Був шокований переходом Томмена Баратеона на бік Верховного Горобця і позбавлений посади командувача Королівською Гвардією. На прохання Серсеї і за наказом Томмена вирішив вирушити в Річкові Землі разом з Бронном, щоб допомогти Фреям оволодіти Ріверраном. Привів армію Ланністерів під стіни Ріверрана. Взяв командування облогою Ріверрана на себе, викликавши цим невдоволення Фреїв і одночасно поставивши на місце Чорного Уолдера Фрея, і провів невдалі переговори з Брінденом Таллі. Зустрівся з Брієнною в таборі Ланністерів. Після прибуття Брієнни Тарт в Ріверран і її невдалих переговорів з Брінденом Таллі змусив Едмура Таллі здати Ріверран. Захопив родовий замок Таллі, став свідком відплиття Брієнни і Подріка по річці Тризуб. Дорікнув лорду Уолдеру Фрею на урочистому бенкеті у Близнюках. По своєму поверненню в Королівську Гавань став свідком коронації Серсеї Ланністер.

#### Сьомий сезон
В 7 сезоні Джеймі Ланністер залишається главою Королівської Гвардії.